# Ernst Lind af Hageby
Ernst August Ludvig Lind af Hageby, född den 17 juni 1874 i Jönköping, död den 7 januari 1950 i Drottningholm, Lovö församling, Stockholms län, var en svensk militär. Han var bror till Lizzy Lind af Hageby och far till Bengt Lind af Hageby.
Lind af Hageby blev underlöjtnant vid Göta livgarde 1894 och löjtnant där 1899. Han genomgick Krigshögskolan 1898–1900. Lind af Hageby befordrades till kapten 1910, till major i armén 1915 (vid Svea livgarde 1916) och till överstelöjtnant i armén 1921 (vid Göta livgarde 1922). Han var tillförordnat legationsråd vid beskickningen i Konstantinopel för tillvaratagande av vissa krigförande makters intressen 1919–1922. Lind af Hageby blev överste och chef för Karlskrona grenadjärregemente 1925. Han överfördes till övergångsstat vid dess upplösning 1928. Lind af Hageby blev korresponderande ledamot av Örlogsmannasällskapet 1929. Han blev riddare av Svärdsorden 1915 och av Nordstjärneorden 1922 samt kommendör av andra klassen av Svärdsorden 1928 och kommendör av första klassen 1934. Lind af Hageby var stormästare i ordenssällskapet Par Bricole 1926–1931. Han publicerade Fälttjänst och orderteknik (1918) och Äganderättsfrågan å Drottningholmsmalmen (1944).